# ستيفان ديمول
ستيفان أوغست إرنست ديمول (من مواليد 11 مارس 1966): لاعب كرة قدم بلجيكي سابق كان يلعب في مركز قلب الدفاع.
لعب في الدوري البلجيكي 120 مباراة وسجل 11 هدفا على مدار سبعة مواسم، لا سيما مع أندرلخت وستاندارد لييج حيث حقق مع هاذين الفريقين ثمانية القاب كبرى. احترف رسميا في إيطاليا، البرتغال، فرنسا، اليونان وسويسرا.
ديمول مثل بلجيكا في بطولتين لكأس العالم. في عام 2000 بدأ مهنة الإدارية، وعمل في العديد من البلدان.

## وصلات خارجية
- ستيفان ديمول على موقع الاتحاد الدولي (مؤرشف)  (الإنجليزية)
- ستيفان ديمول على موقع الاتحاد البلجيكي (الإنجليزية)
- ستيفان ديمول على موقع قاعدة بيانات كرة القدم.إي يو (الإنجليزية)
- ستيفان ديمول على موقع ليكيب (الفرنسية)
- ستيفان ديمول على موقع ناشيونال فوتبول تيمز (الإنجليزية)
- ستيفان ديمول على موقع عالم كرة القدم.نت (الإنجليزية)